# Maniguette
Aframomum melegueta · Graine de paradis
Espèce
Classification phylogénétique
Statut de conservation UICN

 DD  : Données insuffisantes
La maniguette (Aframomum melegueta) est une espèce de plantes à fleurs du genre Aframomum et de la famille des Zingiberaceae.
Cette plante vivace produit une gousse brune contenant de nombreuses petites graines. Cultivée en Afrique subtropicale (où elle est souvent utilisée comme aphrodisiaque), elle est et appartient à la même famille botanique que le gingembre, les Zingiberaceae. La maniguette est aussi appelée plante du paradis, grain de paradis, graine de paradis ou poivre de Guinée.

## Taxinomie et dénominations

### Noms communs
L'espèce et l'épice qu'elle produit sont connues sous les noms de maniguette, malaguette, méléguette, graines de paradis, poivre de Guinée, et graines de Guinée. Elle a donné son nom à la Côte de la Malaguette, ou Côte du Poivre, d'où l'épice était commercialisée.
Il est cependant difficile de relier ces différents noms avec une espèce précise et il est probable que certaines sources historiques relatives à l'utilisation et au commerce de la « graine de paradis » concernent également d'autres représentants du genre Aframomum, comme la cardamome de Madagascar ou la cardamome d'Éthiopie.

### Synonymes
Selon World Checklist of Selected Plant Families (WCSP) (26 sept 2011) :
- Aframomum grana-paradisi (L.) K.Schum. in H.G.A.Engler (ed.), Pflanzenr., IV, 46: 213 (1904).
- Alpinia grana-paradisi (L.) Moon, Cat. Pl. Ceylon: 1 (1824).
- Amomum elatum Salisb., Prodr. Stirp. Chap. Allerton: 5 (1796), nom. superfl.
- Amomum grana-paradisi L., Sp. Pl.: 2 (1753), provisional synonym.
- Amomum melegueta Roscoe, Monandr. Pl. Scitam.: t. 98 (1827), nom. illeg.
- Amomum melegueta var. violacea Ridl., J. Bot. 25: 130 (1887).
- Cardamomum grana-paradisi (L.) Kuntze, Revis. Gen. Pl. 2: 686 (1891).
- Torymenes officinalis Salisb., Trans. Hort. Soc. London 1: 283 (1812), nom. inval.
- Zerumbet autranii Heckel[7]

## Description
Plantes herbacées dont les tiges atteignent 2 m de haut à partir de rhizome rampant. Les feuilles sont sessiles, glabres, lancéolées de 18 à 22 cm de long.
Les inflorescences sont des épis solitaires formés de quelques fleurs de 7 à 13 cm pourvues de bractées. Les corolles sont blanches, roses ou mauves avec un labelle arrondi jaune à la base et rouge à l'apex.
Les fruits sont des baies ovoïdes ou fusiformes orangées puis rouges. Ils contiennent une pulpe incolore à saveur acidulée. Les graines dures et anguleuses luisantes, de couleur brun-rouge mesurent 3,5 mm de diamètre.

## Aire de répartition
La maniguette est largement cultivée sur une zone qui s'étend de la Guinée au centre de la République démocratique du Congo. Son origine et son aire de répartition naturelle restent débattues. L'espèce a également été introduite et s'est naturalisée en Afrique de l'Est (Burundi et Ouganda), dans les Caraïbes (Martinique et Trinité-et-Tobago) et en Amérique du Sud (Guyane française et Guyana).

## Utilisation

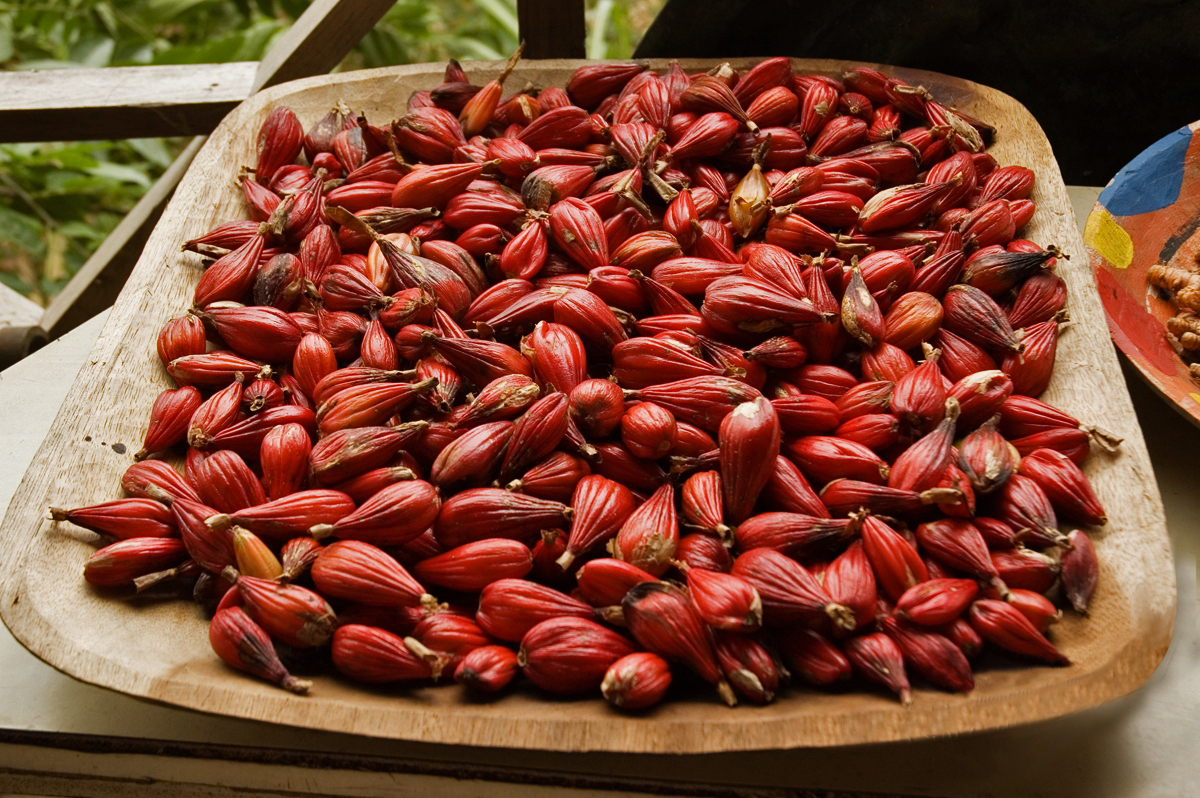
Capsules fraîches de maniguette sur l'île de São Tomé.

Les graines sont utilisées comme épice. La maniguette fut l'une des principales marchandises exportées de la côte d'Afrique de l'Ouest à partir du XIVe siècle, et a donné son nom à la Côte du Poivre dans le golfe de Guinée.